# Първи урок
„Първи урок“ е български игрален филм (драма) от 1959 година на режисьорите Владимир Петров и Рангел Вълчанов, по сценарий на Валери Петров. Оператор е Димо Коларов. Музиката във филма е композирана от Симеон Пиронков.

## Сюжет
През годините на Втората световна война една трагикомична случка – ухапване от куче, среща Пешо и Виолета. Той е син на бедни родители от софийски работнически квартал, а тя – ученичка от образцова гимназия. Двамата се обикват, но постепенно осъзнават разликата между двата свята – на бедните и богатите... Напътстван от по-големия си брат, Пешо е навлязъл в нелегалната борба. Влюбените продължават връзката си докато не попадат в полицията. Това първо сериозно изпитание води до съзряването на младежа, докато Виолета няма сили да се бори за чувствата си...

## Актьорски състав
- Корнелия Божанова – Виолета
- Георги Наумов – Пешо
- Георги Георгиев – Гец – братът на Пешо
- Георги Калоянчев – Васката
- Константин Коцев – асистентът
- Борис Арабов – началникът